# Емблематичний натюрморт
Емблематичний натюрморт (нід. Emblematisch stilleven) — простий натюрморт 17 століття з емблемами, який створив художник Йоханнес Торрентіус з міста Харлем.

## Дещо про митця-в'язня і умовність «золотого» століття

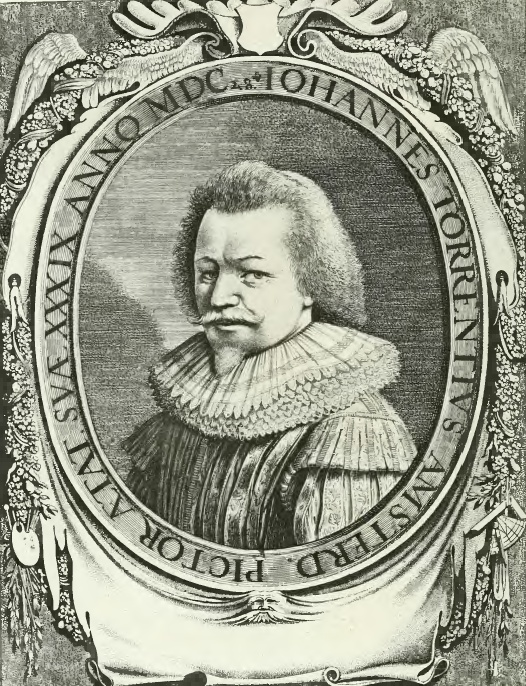
Портрет Йоханнеса Торрентіуса.

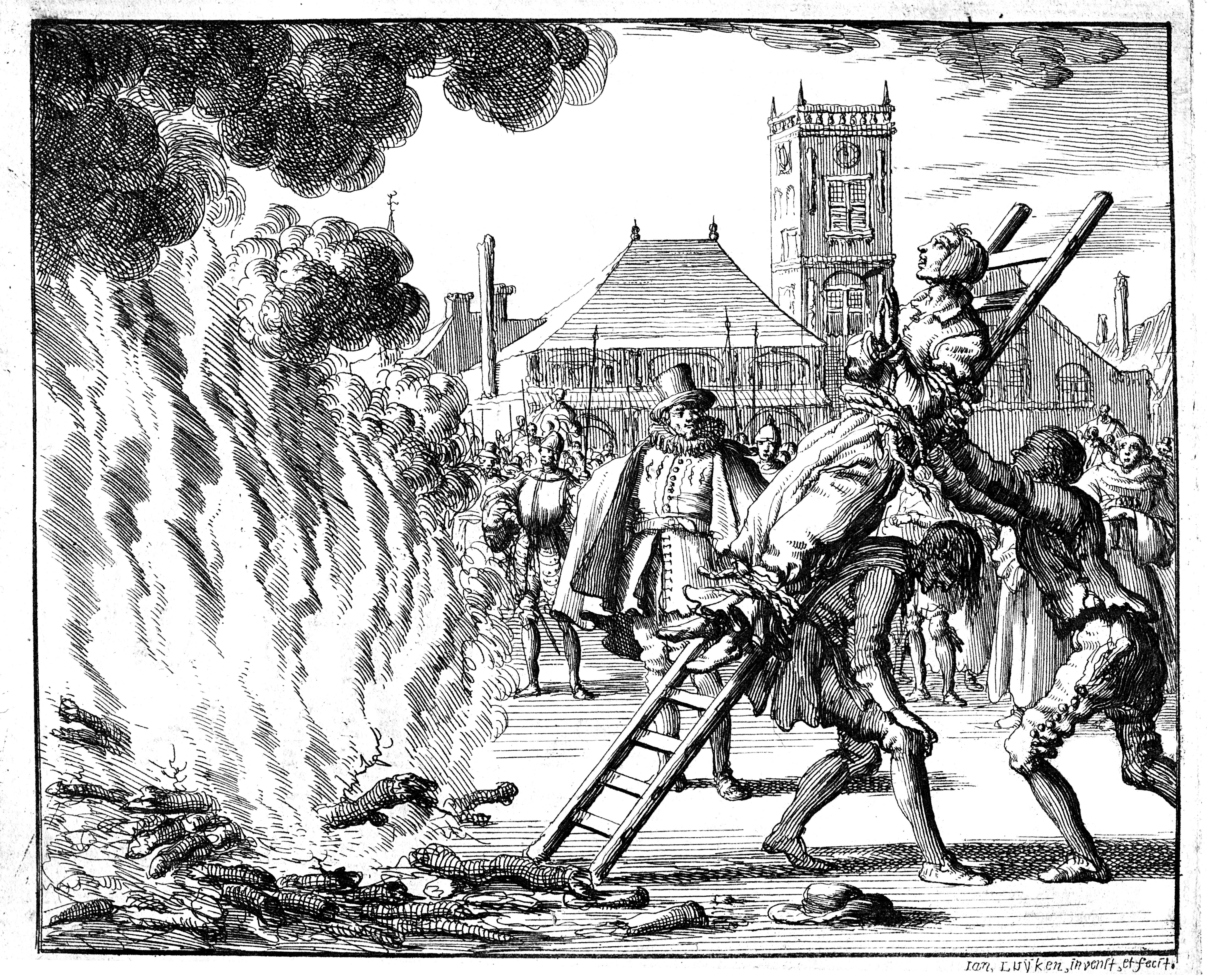
Страта на вогнищі Аннекен Хендрікс, яку визнали еретичкою в Амстердамі 1571 р. Гравер Ян Луйкен.

Йоханнес Торрентіус - це переклад латиною голландського прізвища Яна ван дер Беека (Johannes van der Beeck). Лише ретельні архівні розшуки надали можливість хоть щось знайти про його життя. Народився у 1589 році в Амстердамі. Відомо, що провів бурхливу молодість в великому місті, одружився 1612 року, але не заспокоївся, як пересічні голландські бюргери. Зіпсовані стосунки з дружиною закінчилися розлученням. Вільного від родини митця потягли до суду, коли він не сплатив грошей колишній дружині. Перебрався у Гарлем, де вже головували фанатики-протестанти. Але продовжив розкішні бенкети і небезпечні жарти. Збереглися уривки спогадів про пристрасного художника, що днями старанно працював у майстерні, а ввечері йшов до шинків, де провокував галасливі бенкети, що шокували сусідів. Художника заарештували 1627 року і звинуватили у єретизмі, в створенні порнографічних малюнків, у зв'язках з анабаптистами і в атеїзмі . Митцю старанно пригадали і галасливі бенкети, і порнографічні малюнки, і перемоги в релігійних дискусіях. Щось надзвичайно зачепило і гарлемських посадовців, що підкупили свідків, які подали слідству - найстрашніші факти. Митця жорстоко катували в ув'язненні, ігноруючи і його популярність серед голландців і іноземців, бо на його захист встали дипломат Австрійської імперії і сам британський король. Карл І (король Англії) забажав перевезти популярного митця у Лондон, якщо той так не потрібен на батьківщині.
Але фанатичні гарлемські посадовці не відпустили жертву, що займалася алхімією, науковими дослідженнями, писала якісь трактати. Не допомогло і втручання вельможних іноземців. Художника засудили до довічного ув'язнення, а всі його картини і архів публічно спалили на вогнищі. Все це й було зроблене. Вирок посадовців виконали так старанно, що дивує жорстокість. Всі спроби дослідників 20 століття розв'язати таємничу історію зі світською особою наштовхнулися на майже повну відсутність документів. Вчений Абрахам Бредіус, фахівець з історії Золотої доби голландського живопису , декілька років передивлявся архіви, але знайшов несуттєві дрібниці. Про «злочин» митця, якщо він був, нема свідоцтв навіть в судових протоколах. Кати наче випустили зламаного митця з в'язниці, і його перевезли до Британії, де він хворів до 1642 року. Він повернувся до Амстердаму, де і помер через рік - у лютому 1644 року. Про художника згадав Йоахим Зандрарт, але правди не знав і він.
Про непримиренність позицій католиків і протестантів того часу свідчить і доля художника, якого вигідно було визнати єретиком. Обидва ідейні табори були непримиренні до єретиків, і скоро їх покарання протестантами зрівнялися з жорстокістю фанатичних католиків.

## Опис твору
У картинне коло вписано полицю, де просто розставлено три посудини ( металева, скляна і керамічна ), люльки для курця, аркуш з нотами дидактичної пісні. На стіні висить кінська вуздечка, досить незвична річ для голландських натюрмортів. Понизу картини - зім'ятий нотний аркуш зі словами « Хто живе несамовито - уб'є душу». Епіграфіка і прочитаний напис відразу перевели нібито побутовий натюрморт з випадково поєднаними речами - у категорію натюрмортів повчальних, дидактичних, програмно-невипадкових. У категорію натюрмортів філософського спрямування. 
Вже в 17 столітті майстри голландського натюрморту почали малювати в них незвичні або екзотичні речі. В період панування демократичних смаків і речі в натюрмортах зазвичай демократичного спрямування - кухонний посуд, керамічна олійна лампа, люлька курця, оселедці, простий стіл без скатертин чи арабських килимів, що їх заміняли тощо. Поряд з традиційними квітковими натюрмортами виникають натюрморти з квітами і іншими речами, що стають алегоріями скороминущості молодості, насолод життя, швидкоплинності часу і його руйнівних якостей. В натюрморти входять зображення коштовних годинників і людського черепа, свічки, аркушів гравюр чи малюнків, зображення старих книг з зім'ятими сторінками, зображення мап, глобусів, музичних інструментів.
Кожна з речей цих натюрмортів в добу бароко несе попри візуальний вигляд - прихований алегоричний зміст, зрозумілий освіченій особі. 
- Мильні бульбаші - як посилання на латинське прислів'я homo bulla — «людина є мильний бульбаш». Отже мильні бульбаші - натяк на випадкову смерть.
- Скляні келихи - вразливість людини, як і скла, що часто розбивали.
- Пляшка - натяк на гріх пияцтва.
- Люлька курця - скороминущість, швидкоплинність людських насолод.
- Череп - нагадування про неминучу смерть.
- Гнилі фрукти - символ старості. За кожним фруктом закріплявся свій символічний зміст ( свіжі фрукти - уособлення багатства, груші, вишні, виноград - гріхопадіння, інжир, персики, яблука - уособлювали еротизм, хтивість.)

В нові натюрморти прийшли навіть медичні інструменти, як натяк на людські хвороби. Серед незвичних речей «Емблематичного натюрморту » - вуздечка, як натяк на необхідність ховати пристрасті в небезпечному суспільстві, замкнути власного рота. Практично це єдина картина митця, яку не знайшли і яку врятував випадок. Здається, яскрава індивідуальність художника занадто впала у вічі непримиренним моралістам Гарлема, які зробили усе, аби розчавити митця остаточно.